# Super - Attento crimine!!!
Super - Attento crimine!!! (Super) è un film del 2010 scritto e diretto da James Gunn e con protagonisti Elliot Page, Rainn Wilson, Liv Tyler e Kevin Bacon.

## Trama
Frank Darbo è un uomo normale, che della sua vita fatta di delusioni e vergogna ha solo due ricordi felici: essersi sposato con la sua bella moglie Sarah e aver aiutato un poliziotto a catturare un ladruncolo. Questi due fatti li ha immortalati su due disegni che appende sul muro.
Un giorno Sarah, tossicodipendente sulla via del recupero, decide di lasciare il marito per mettersi con Jacques, un carismatico proprietario di strip club e spacciatore. Frank cade in depressione, e durante questo stato ha una visione in cui viene toccato dalla mano di Dio e incontra il Santo Vendicatore, il supereroe di uno show televisivo della televisione ad accesso pubblico All-Jesus Network, che gli dice che lui è stato scelto da Dio per uno scopo molto speciale.
Credendo che Dio lo abbia scelto per diventare un supereroe, Frank si dirige in una fumetteria dove chiede consigli a Libby, una commessa del negozio.
Frank si crea quindi un rudimentale costume da supereroe rosso, si dà il nome Saetta Purpurea e, armato di una chiave giratubi, inizia la sua violenta lotta contro il crimine. Il suo scopo è quello di fermare tutti i criminali, dagli spacciatori ai pedofili, ma anche quello di salvare sua moglie dalle grinfie di Jacques. Inizialmente etichettato come uno psicopatico dai media, l'opinione pubblica inizia a ricredersi quando il passato criminale delle sue vittime viene alla luce.
Un giorno cerca di salvare Sarah, ma gli scagnozzi di Jacques lo riconoscono e finiscono per sparargli a una gamba. Ferito e impossibilitato a tornare a casa propria, Frank si rifugia a casa di Libby, dove la ragazza, scoperto il segreto dell'uomo, decide di diventare la sua spalla e nonostante le obiezioni di Frank si crea anch'ella un costume, verde e giallo, e si battezza Saettina. I due nuovi vigilanti iniziano quindi a lottare assieme contro il crimine. Tuttavia la ragazza si rivelerà essere anche più sbandata di Frank, e dopo la violenta aggressione a casa di un ragazzo sotto "soffiata" di Libby, usando come movente il fatto che avesse vandalizzato la macchina di un'amica (anche se in seguito rivelerà di non essere sicura che sia stato lui, e che forse sia del tutto innocente), Frank decide di "licenziare" quest'ultima, ma dopo l'inaspettato scontro con due scagnozzi di Jacques ad una pompa di benzina, in cui l'intervento di Saettina sarà fondamentale per l'incolumità di Frank, questo la riassume.
La sera stessa Libby lo violenta sul divano in costume perché inebriata dall'adrenalina dell'azione, anche se Frank esprime esplicitamente la sua disapprovazione. Quando se ne va in bagno a vomitare, Frank ha un'altra visione su Sarah e decide che è arrivato il momento di salvarla da Jacques. Armati di pistole e bombe a tubo e protetti da giubbotti antiproiettile, Saetta Purpurea e Saettina attaccano il ranch di Jacques, dove lo spacciatore aveva organizzato un incontro di compra-vendita di droga con un altro pezzo grosso della malavita, il quale violenterà Sarah stordita dalle droghe. Uccidendo le prime guardie che incontrano, i due eroi mascherati vengono attaccati a loro volta, Saetta sopravvive grazie al suo giubbotto ma Saettina muore per un colpo alla testa.
Furioso, Saetta Purpurea uccide tutti gli uomini di Jacques rimasti, per poi entrare in casa e affrontare Jacques. Questo gli spara sulla spalla, ma Saetta riesce ad immobilizzarlo e ucciderlo a coltellate. Frank riporta Sarah a casa sua dove restano insieme per un paio di mesi (sebbene Frank ipotizzi che Sarah rimanga più perché si sente in debito per averla salvata), prima che questa lo lasci di nuovo. Questa volta però Sarah sconfigge la sua tossicodipendenza e utilizza la sua esperienza per aiutare altre persone che hanno problemi simili ai suoi, si sposa con un altro uomo di nome Patrick con il quale ha quattro figli, ma Frank è felice per lei e pensa che Dio abbia scelto lui per salvare Sarah e migliorarle la vita.
Nel finale Frank, coccolando il suo coniglio, guarda il muro dei ricordi felici. La parete è piena di disegni delle esperienze che ha avuto, dalle scene di vita quotidiana ai momenti passati con Libby e ai figli di Sarah che lo chiamano "Zio Frank". Frank sorride con una lacrima lungo la guancia.

## Produzione
Super è stato girato tra il 9 dicembre 2009 e 24 gennaio 2010 a Shreveport, Louisiana, con scene aggiuntive girate a Los Angeles (ad esempio il negozio di fumetti mostrato nel film è un negozio reale, ComicSmash, che si trova a Studio City). Essendo un film a basso budget tutti gli attori coinvolti nel film sono stati pagati con il minimo consentito dalla Screen Actors Guild. La colonna sonora è stata composta da Tyler Bates.
In alcune interviste il regista James Gunn ha dichiarato che aveva iniziato a lavorare sulla sceneggiatura del film nel 2002, ma che ebbe problemi a produrlo perché ritenuto troppo violento ed esoterico. Inoltre Gunn ebbe difficoltà a decidere l'attore giusto per interpretare Frank. John C. Reilly era la prima scelta del regista, ma non era considerato una star abbastanza importante per interpretare il film. Dopo aver diretto Slither il progetto fu accantonato fino a quando l'ex moglie del regista Jenna Fischer lo incoraggiò ad andare fino in fondo al progetto, consigliandogli come attore protagonista Rainn Wilson, co-protagonista nella serie televisiva The Office. Rainn Wilson a sua volta inviò un copione a Elliot Page, con la quale aveva lavorato nel film Juno, e l'attrice accettò subito la parte.

## Distribuzione
Il film è stato proiettato in anteprima il 10 settembre 2010 al Toronto International Film Festival ed è stato distribuito nei cinema statunitensi a partire dal 1º aprile 2011. In Italia il film è stato proiettato in anteprima il 3 dicembre 2010 durante la 28ª edizione del Torino Film Festival ed è stato distribuito nei cinema a partire dal 21 ottobre 2011.